# Samuel Freund

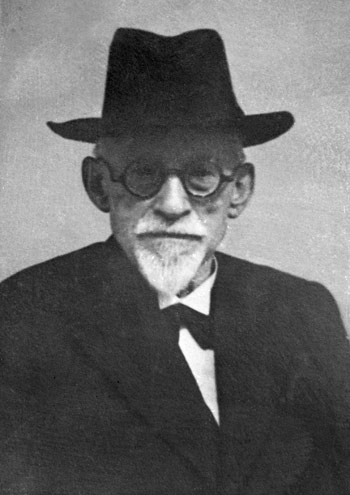
Samuel Freund mit Hut, um 1930

Samuel Freund (24. September 1868 in Gleiwitz, Oberschlesien – 28. Juni 1939 in Hannover) war ein deutscher Rabbiner und der letzte hannoversche Land-Rabbiner.

## Leben
Samuel Freund war der Sohn des Kaufmanns Isidor Freund und seiner Ehefrau Cäcilie, geb. Nothmann. Nach dem Besuch des Elisabet-Gymnasium in Breslau studierte Freund 1887 bis 1894 Philosophie und orientalische Sprachen an der Universität Breslau und ließ sich gleichzeitig am Jüdisch-Theologischen Seminar in Breslau ausbilden. Promoviert wurde er 1892 an der Universität Heidelberg.
In Breslau wurde Freund 1889 Lehrer an der Religionsschule der dortigen jüdischen Gemeinde. 1893 wurde er zunächst zum Rabbiner in Czarnikau gewählt, 1898 dann in Ostrowo. Dort lernte er auch seine Frau Minna geb. Feilchenfeld kennen und heiratete sie.

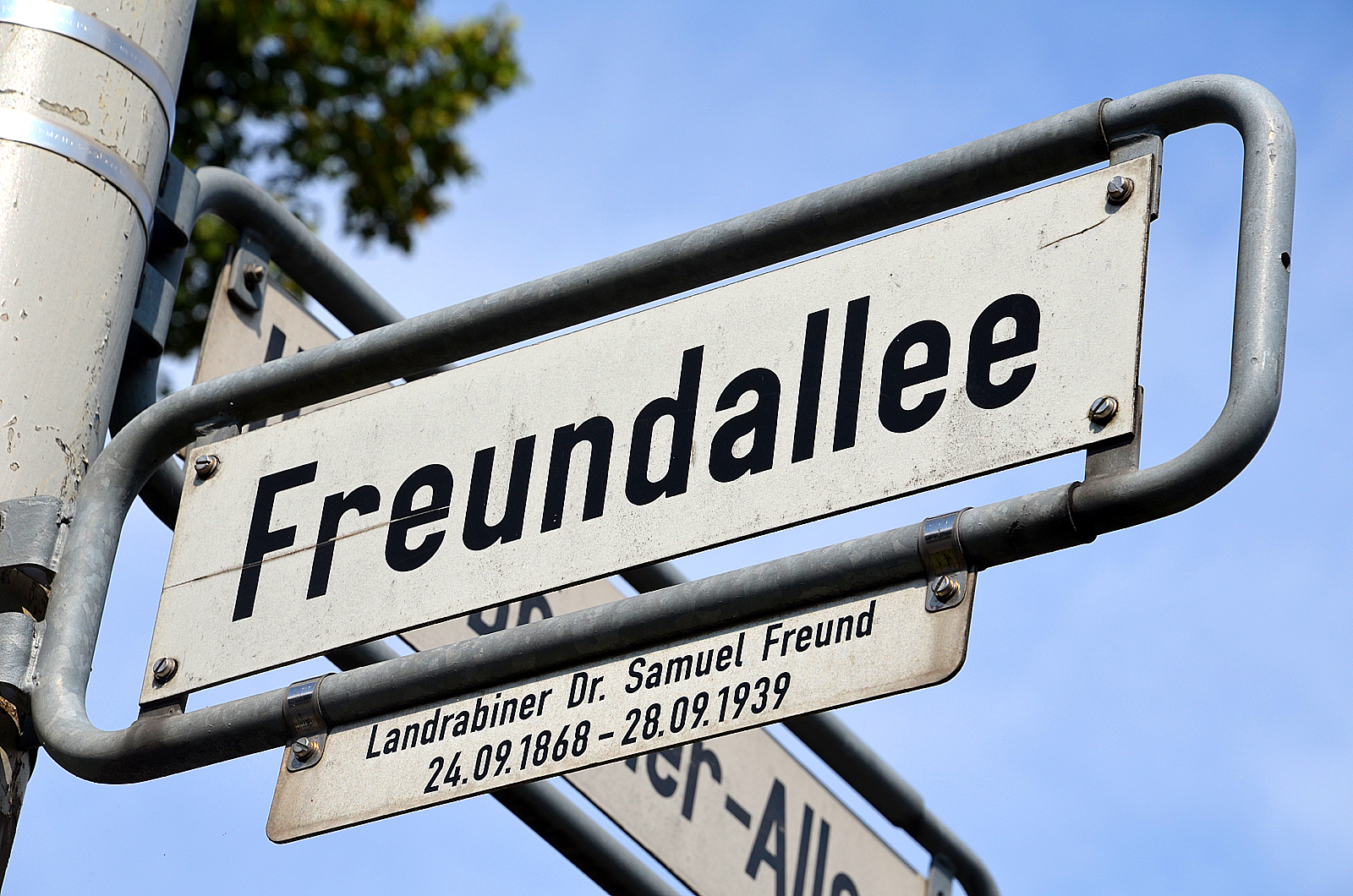
Straßenschild mit Legendentafel zum Landrabbiner: Die Freundallee Ecke Hans-Böckler-Allee in Hannover, Stadtteil Bult

Nach Hannover berufen wurde Freund 1907, als 2. Rabbiner der dortigen Synagogengemeinde, wo er an der Gemeinde-Religionsschule lehrte. Zugleich war er zuständig für die Organisation des jüdischen Religionsunterrichts an öffentlichen Schulen. Freund wirkte in zahlreichen jüdischen Vereinigungen und Stiftungen mit.
1919 trat Freund mit seiner Broschüre Zur Judenfrage! Tatsachen als Verteidiger des Judentums auf, aber auch als Gegenredner in politischen Versammlungen völkischer Parteien: So erzwang Freund 1921 in einer öffentlichen Auseinandersetzung mit Dietrich Eckar(d)t, dem späteren Chefredakteur des Völkischen Beobachters, die Anerkennung des Kriegseinsatzes der Juden.
1924 wurde Freund zum hannoverschen Landrabbiner gewählt. Er wurde Vorstandsmitglied des Allgemeinen Rabbinerverbandes und wirkte im Preußischen Landesverband jüdischer Gemeinden.
1937 veröffentlichte Samuel Freund eine Broschüre zur Geschichte des Landrabbinats. In der Reichspogromnacht am 9. November 1938 brannte die SA die Neue Synagoge in Hannover nieder. Anschließend sprengten sie die Synagoge in die Luft und legten sie in Schutt und Asche. In derselben Nacht verhafteten die Nazis auch den Rabbiner von Hannover, Emil Schorsch, und deportierten ihn in das KZ Buchenwald. Später legten die nationalsozialistischen Behörden Freunds Büro eine Rechnung über 26.000 Reichsmark für die Abriss- und Aufräumkosten der Synagoge vor.
Obwohl er im Oktober 1938 im Alter von 70 Jahren in den Ruhestand trat, übernahm er nach der Verhaftung von Rabbiner Schorsch erneut die Betreuung der jüdischen Gemeinde. Emil Schorsch wurde schließlich freigelassen und floh aus Deutschland.
Freund verbrachte die letzten sechs Monate seines Lebens damit, sich um seine Gemeinde zu kümmern und zu versuchen, seiner Frau und ihm die Emigration aus Deutschland zu ermöglichen. Freunds Gesundheitszustand war schlecht, er starb am 23. Juni 1939 an Herzversagen und wurde auf dem Jüdischen Friedhof An der Strangriede bestattet.
Zwei Jahre später begannen die Nazis, alle Juden Hannovers in Konzentrationslager zu deportieren, und drei Jahre später wurde seine Witwe Minna am 23. Juli 1942 nach Theresienstadt deportiert und kam dort um. Seine beiden älteren Kinder Eduard und Lisa waren bereits in den 1930er-Jahren nach Palästina ausgewandert, der jüngste Sohn Julius 1938 nach Südkalifornien.
1961 benannte die Stadt Hannover die Freundallee im Stadtteil Bult nach dem Rabbiner.

## Veröffentlichungen
- Die Zeitsätze im Arabischen, mit Berücksichtigung verwandter Sprachen und moderner arabischer Dialecte. Heidelberg 1892 (= Dissertation).
- Zur Judenfrage! Tatsachen. Hannover 1919
- Festschrift zum 40 jährigen Stiftungsfest der Zionloge 15 UOBB 8 zu Hannover. Hannover 1926.
- Ein Vierteljahrtausend Hannoversches Landrabbinat. Synagogen-Gemeinde, Hannover 1937.